# Józef Ferencowicz
Józef Bohdan Ferencowicz, ps. „Krzesz” (ur. 9 października 1890 w Starym Olkuszu, zm. 27 września 1939 w Szacku) – podpułkownik administracji Wojska Polskiego.

## Życiorys
Józef Bohdan Ferencowicz urodził się 9 października 1890 roku w Starym Olkuszu. Naukę rozpoczął w rosyjskim gimnazjum państwowym. W 1905 roku wziął udział w strajku szkolnym, po którym zmuszony był przenieść się do I Gimnazjum Polskiego w Częstochowie. Działał w Organizacji Młodzieży Narodowej oraz Narodowym Związku Robotniczym. W 1909 roku zdał egzamin maturalny i wyjechał na studia do École supérieure de Textiles w Verviers w Belgii, ale nie zdołał ich ukończyć z powodu wybuchu I wojny światowej.
W okresie studenckim kontynuował rozpoczętą w Polsce działalność niepodległościową, został m.in. współtwórcą lokalnych struktur „Sokoła”, współorganizatorem Polskich Drużyn Strzeleckich i zastępcą ich komendanta w Verviers oraz wiceprezesem Polskiego Zachodnioeuropejskiego Związku Sokolego. W ostatnich miesiącach pokoju uczestniczył w kursie instruktorskim Polskich Drużyn Strzeleckich w Nowym Sączu, skąd z innymi słuchaczami został skierowany na Oleandry. Po sformowaniu I kompanii kadrowej służył jej w trzecim plutonie jako sekcyjny.
15 listopada 1914 roku został mianowany instruktorem szkoły podoficerskiej 1 pułku piechoty w Częstochowie, jednak po trwającym od grudnia 1914 do marca 1915 roku pobycie w szpitalu został skierowany do oddziału wywiadowczego I Brygady jako zastępca komendanta posterunku wywiadowczego w Częstochowie, a z czasem został komendantem tego posterunku. Z powodu działalności werbunkowej i kolportażu wydawnictw legionowych karany karami finansowymi przez władze niemieckie. Po likwidacji posterunku przez niemiecką administrację został przez Józefa Piłsudskiego przeniesiony 1 lipca 1915 roku do pracy w Polskiej Organizacji Wojskowej i ponownie wysłany do Częstochowy jako komendant okręgu Va. 14 marca 1917 roku promowany został oficerem POW.
Ze względu na grożące mu aresztowanie przez władze niemieckie został w 1918 roku przeniesiony na stanowisko komendanta okręgu w powiatach olkuskim i miechowskim oraz części Zagłębia, które były okupowane przez Austriaków. 1 listopada 1918 roku kierował akcją rozbrajania Austriaków w swoim okręgu (Olkusz), a następnie zarządził mobilizację członków POW.
18 lutego 1928 roku awansował do stopnia majora ze starszeństwem z dniem 1 stycznia 1928 roku i 45. lokatą w korpusie oficerów piechoty. W tym roku pełnił służbę w 7 pułku piechoty Legionów w Chełmie na stanowisku oficera sztabowego pułku. 26 marca 1931 roku został przeniesiony z Biura Personalnego Ministerstwa Spraw Wojskowych w Warszawie do Dowództwa Korpusu Ochrony Pogranicza w Warszawie na stanowisko inspektora Przysposobienia Wojskowego i Wychowania Fizycznego. Na stopień podpułkownika został mianowany ze starszeństwem z 19 marca 1937 i 3. lokatą w korpusie oficerów administracji, grupa administracyjna. W marcu 1939 nadal pełnił służbę w Dowództwie KOP na stanowisku szefa Urzędu Przysposobienia Wojskowego i Wychowania Fizycznego.
W czasie kampanii wrześniowej był oficerem w sztabie zgrupowania Korpusu Ochrony Pogranicza gen. Wilhelma Orlika-Rückemanna. Aresztowany i rozstrzelany przez Rosjan 27 września 1939 roku w Szacku.
Grób symboliczny znajduje się na cmentarzu parafialnym Świętej Rodziny we Wrocławiu (sektor 7-7-2-2a).

## Ordery i odznaczenia
- Krzyż Niepodległości (12 marca 1931)[8][9]
- Krzyż Walecznych (czterokrotnie: w tym za działalność w POW trzykrotnie (1922))[10][11]
- Srebrny Krzyż Zasługi (16 marca 1928)[12]
- Odznaka Pamiątkowa „Pierwszej Kadrowej”[13]
- Medal 10 Rocznicy Wojny Niepodległościowej (Łotwa, zezwolenie 1929)[14]